# Artakserkses II
Artakserkses II Mnemon (staropers. 𐎠𐎼𐎫𐎧𐏁𐏂𐎠, gr. Ἀρταξέρξης) – właściwe imię to Arsakes, przyjął monarsze imię swego dziadka, Artakserksesa. Przez Greków zwany był Memnonem (Dbały). Król perski z dynastii Achemenidów, syn i następca Dariusza II i królowej Parysatis. Panował w latach 404–358 p.n.e.
Koronowany według starego zwyczaju w świątyni Anahity. Nowy monarcha był ubierany przez kapłanów w królewski strój założyciela zjednoczonego imperium perskiego, Cyrusa Wielkiego. Następnie dawano do zjedzenia figowe ciastko, do żucia drewno terpentynowe, a do wypicia kubek kwaśnego mleka. Aby utwierdzić swoje panowanie, zaraz po objęciu władzy Artakserkses musiał stoczyć walkę ze swym bratem Cyrusem Młodszym, popieranym przez ich matkę Parysatis. Cyrus został pokonany pod Kunaksą w 401 p.n.e.

## Polityka wobec Greków
Poparcie przez Greków Cyrusa Młodszego popsuło stosunki z nowym królem Persji. Artakserkses II zażądał bowiem przywrócenia władzy perskiej nad miastami greckimi w Jonii. Sparta nie chcąc skompromitować się wśród Greków odmówiła spełnienia tego warunku, co zapoczątkowało wojnę z Persami. Konfrontacja zbrojna początkowo przebiegała korzystnie dla Sparty, której wojska skutecznie operowały w Azji Mniejszej. W momencie przegranej Persowie uciekali się w kontaktach z Grekami do wypróbowanej metody: przekupstwa złotem. Dyplomacji perskiej za pomocą pieniędzy udało się zawiązać koalicję anty-spartańską, która zmusiła Spartę do wycofania się z Azji Mniejszej. Flota Artakserksesa dowodzona przez Ateńczyka Konona w 394 p.n.e. pod Knidos pokonała flotę Sparty. Zaskoczeni koalicją i trudną sytuacją Spartanie na przełomie 387/386 p.n.e. zawarli tzw. pokój Antalkidasa, w wyniku którego Artakserkses odzyskał władzę nad greckimi miastami w Azji Mniejszej.
Za jego rządów Persja utraciła jednak w wyniku buntów władzę nad Cyprem, Egiptem i Karią w Azji Mniejszej. Fiaskiem zakończyła się też wyprawa nad Morze Kaspijskie przeciwko plemieniu Kaduzjów.
Artakserkses miał trzysta sześćdziesiąt konkubin (po jednej na każdy dzień). Spłodził stu piętnastu synów. Jednak tylko trzech pochodziło od królowej Statejry: Dariusz, Ariarates (czyli Ariaspes) i Ochos. Następcą Artakserksesa II był jego najstarszy syn, Dariusz stracony za próbę królobójstwa. Ariarates w wyniku intrygi Ochosa popełnił samobójstwo. Ostatecznie władzę objął Ochos, który przybrał imię Artakserkses III. Artakserkses miał również córkę – Sysygambis, która była matką Dariusza III.
Nadwornym lekarzem Artakserksesa II był Ktezjasz, a Plutarch poświęcił mu jedną z biografii.

## Egipt
Z racji perskiego panowania w Egipcie, Artakserkses nosił tytuł Króla Egiptu w latach 405–404 p.n.e. W 405 roku p.n.e. w Delcie wybuchł bunt przeciwko władzy perskiej pod wodzą Amyrtajosa. Po kilkumiesięcznych potyczkach, cały garnizon perski wycofał się z Egiptu, oddając władzę w ręce Amyrtajosa w 404 roku p.n.e. Persowie, zbyt zajęci wewnętrznymi walkami w swym ogromnym imperium, nie byli w stanie utrzymać, a później odzyskać władzy w Egipcie. W latach 386–383 p.n.e. i 374 p.n.e. Artakserkses II poprowadził na Egipt dwie wyprawy wojenne, które jednak zakończyły się całkowitym fiaskiem. Egipt na około 60 lat uzyskał niezależność, której kres położył dopiero najazd następcy Artakserksesa II – Artakserksesa III, rozpoczynający w Egipcie Drugie Panowanie Perskie.